# Therapie Taxi
Pour les articles homonymes, voir Thérapie (homonymie) et Taxi (homonymie).
Therapie Taxi, également typographié en Therapie TAXI, est un groupe de pop rock et hip-hop français. Formé en 2013 à Paris, le groupe se sépare en octobre 2021, après huit ans de carrière.

## Biographie

### Débuts (2013-2017)
En 2013, Adélaïde Chabannes poste une annonce sur EasyZic, un réseau social mettant en relation les musiciens, à laquelle Raphaël Faget-Zaoui répond,,.
Ils se rencontrent à Paris dans le quartier de Pigalle. Pendant ce rendez-vous, la guitariste-violoncelliste de 17 ans interprète Jimmy de Moriarty. Ils décident de former un groupe et répètent le dimanche, d'abord des chansons en anglais avant de choisir de chanter en français, inspirés par des groupes comme La Femme et Fauve. Le premier nom du groupe est Milky Way, mais il est rebaptisé Therapie Taxi en juin 2016.
Leur premier single en tant que Therapie Taxi est Salop(e). Cette chanson connaissant un important succès sur le net, plusieurs maisons de disques sont intéressées par le groupe et c'est finalement Panenka Music qui leur fait signer un contrat.

### Hit Sale(2017-2019)
En mars 2017, ils sortent un EP. Ils se produisent sur scène dans des petites salles de province et dans des festivals, comme Rock en Seine. Ils sortent un premier single extrait de leur futur premier album, Coma idyllique. Il est suivi par Hit Sale en featuring avec Roméo Elvis qui est la plus écoutée de la playlist des nouveaux talents sur Spotify et classé à la 18e place des singles en France et à la première en Belgique,. Il sera certifié en Belgique et en France disque d'or,.
Le 2 février 2018, ils publient leur premier album Hit Sale. Ils fêtent cette sortie avec leur premier concert dans une grande salle, à la Maroquinerie à Paris. À partir de mars, ils commencent une tournée pour promouvoir leur premier album accompagnés de deux nouveaux membres : Vincent à la guitare et Ilan à la batterie. Ils se produisent, en plus de cette tournée, dans plusieurs festivals. Ils font partie des dix-neuf artistes à enregistrer une reprise pour le premier album produit par la plateforme Deezer. Ils y chantent Aline du chanteur Christophe. Le 16 novembre 2018, ils sortent Hit Sale Xtra Cheese la réédition de leur album avec huit nouveaux titres et deux remixes par Yuksek et Contrefaçon.
En 2019, ils finissent leur tournée de printemps au Zénith de Paris, et ils donnent des concerts sur la Scène Bagatelle aux Solidays et sur la Scène de la Plaine à Garorock sur leur tournée d'été. Le 29 août 2019, à la fin de son concert de Poitiers, le groupe annonce que sa tournée « Hit Sale » est terminée et que Vincent Duteuil et Ilan Rabaté (les musiciens qui les ont accompagnés pendant toute la tournée) font officiellement partie du groupe.

### Cadavre exquiset séparation (2019-2021)
Le 6 décembre 2019, sort leur deuxième album Cadavre exquis, composé de 16 titres, dont seulement deux étaient déjà sur les plateformes de streaming. En août 2020, le groupe annonce l'annulation de sa tournée pour l'automne en raison de la pandémie de Covid-19. Le groupe annonce sa séparation le 2 décembre 2020 via les réseaux sociaux ainsi qu'un dernier EP nommé Rupture 2 Merde et une tournée d'adieu.
Le 8 janvier 2021, le groupe sort son EP d’adieu appelé Rupture 2 merde, qui contient 7 titres. Le même jour sort le clip de la chanson Été 90. Ils donnent leurs trois derniers concerts complets au Zénith de Paris les 6, 7 et 8 octobre 2021.

## Discographie

### Singles
- 2016 : Salop(e)
- 2017 : Coma idyllique
- 2017 : Hit sale (feat. Roméo Elvis)
- 2018 : Cri des loups
- 2018 : PVP
- 2018 : Avec ta zouz
- 2018 : Chula
- 2018 : Priki
- 2019 : BB la nuit
- 2019 : J'en ai marre
- 2019 : Egotrip
- 2019 : Candide Crush
- 2020 : Mirage (L'Amour sur la plage) Reprise du groupe Destin
- 2021 : Été 90
- 2021 : Blesse-moi

## Distinction
- Victoires de la musique 2019 : nomination comme Album révélation de l’année[14].